# Agylla madagascariensis
Agylla madagascariensis är en fjärilsart som beskrevs av De Toulgoët 1960. Agylla madagascariensis ingår i släktet Agylla och familjen björnspinnare. Inga underarter finns listade i Catalogue of Life.